# Flügelmuscheln
Die Flügelmuscheln (Pteriidae), auch Vogelmuscheln genannt, sind eine Familie der Muscheln und gehören zur Ordnung Ostreida. Die ältesten Vertreter der Flügelmuscheln wurden in Ablagerungen des Perm gefunden und sind somit rund 250 bis 300 Millionen Jahre alt.

## Merkmale
Die annähernd gleichklappigen bis stark ungleichklappigen Gehäuse der Flügelmuscheln sind meist mehr oder weniger schief-rundlich oder schief-eiförmig. Die linke Klappe ist meist stärker gewölbt als die rechte Klappe. Die Wirbel sitzen nahe dem vorderen Ende. Der Dorsalrand ist gerade und hinten und vorne meist zu langen, flügelähnlichen Fortsätzen (Ohren) ausgezogen. Meist ist das hintere Ohr wesentlich länger als das vordere Ohr. Unterhalb des vorderen Ohrs der rechten Klappe ist ein Byssusschlitz. Das Kardinalfeld (Schloss) besitzt eine flache dreieckige Ligamentgrube, die leicht schief nach hinten gerichtet ist. Das Schloss selber ist zahnlos, oder weist nur wenige, kurze, zahnartige Erhebungen auf.
Die Schale kann sehr dünn bis ausgesprochen dick sein; die Gehäuse sind entsprechend leicht bis ziemlich schwer. Die Schale besteht aus einer inneren, aragonitischen Perlmutt-Schicht und einer äußeren kalzitischen Schicht, bestehend aus Prismen. Die Oberfläche der Gehäuse ist mehrheitlich eher glatt mit schwachen Anwachsstreifen oder radialen Linien. Es kommen jedoch auch stark ornamentierte Formen mit schuppigen konzentrischen Lamellen, starken konzentrischen und radialen Rippen vor, die sogar bedornt sein können. Die Innenseite ist mit Perlmutt überzogen (vgl. Nutzung).
Juvenile Tiere besitzen noch zwei Schließmuskeln, von denen der vordere Schließmuskel bei den adulten Tiere stark reduziert wird oder sogar ganz verschwunden ist; die meisten Arten sind erwachsen monomyar, d. h., sie haben nur noch einen Schließmuskel.

## Geographische Verbreitung und Lebensraum
Die Familie der Flügelmuscheln lebt mit vielen Arten und Gattungen in warmen und tropischen Meeren. Mit ihren Byssusfäden heften sie sich an Steinen oder Korallen fest.

## Taxonomie
Dieses Taxon der Familiengruppe wurde von John Edward Gray als Familie Pteriadae vorgeschlagen. Der Name fand allgemeine Anerkennung. Übersehen wurde dabei, dass Georg August Goldfuss mit dem Tribus Aviculidae bereits ein Taxon der Familiengruppe vorgeschlagen hatte, das auf einem jüngeren Synonym von Pteria, nämlich Avicula Bruguière, 1792 begründet ist. Der Name wurde von Bouchet & Rocroi (2007) als nomen oblitum (vergessener Name) behandelt. Carter et al. (2007) unterteilen die Familien noch in zwei Unterfamilien, Pteriinae und Dattinae. Das World Register of Marine Species weist der Familie Pteriidae sechs Gattungen mit rezenten Arten zu, dazu kommen noch eine ganze Reihe ausschließlich fossiler Gattungen: MolluscaBase stellte die Familie nun zur Ordnung Ostreida.
- Familie Pteriidae Gray, 1847
  - †Actinopterinia Isberg, 1934
  - †Arcavicula Cox, 1964
  - †Aviculoperna Cossmann, 1897
  - †Confusionella Hofmann & Hautmann, 2013
  - †Ensipteria Nakazawa & Newell, 1968
  - †Eopinctada Tamura, 1961
  - †Gervilleiognoma Aberhan & Hillebrandt, 1996
  - †Gervilleioperna Krumbeck, 1923
  - †Gervilletia S. E. Damborenea, 1987
  - †Limopteria Meek & Worthen, 1866
  - †Linsdallia Cox & Arkell, 1948
  - †Mulletia P. Fischer, 1887
  - †Neopanis Beu, 2004
  - †Pachyperna Oppenheim, 1900
  - Pterelectroma Iredale, 1939
  - Pteria Scopoli, 1777
  - †Pterinella Toula, 1882
  - †Rhaetavicula Cox, 1961
  - †Rhynchopterna Gabb, 1864
  - †Rostroperna Cox, 1964
  - †Somapteria Tamura, 1960
  - †Stefaninia Cox, 1969[5]
  - †Triaxus Brown, 1849
  - †Pteroperna Morris & Lycett, 1853
  - †Vulsellina de Raincourt, 1876

MolluscaBase führt folgende Synonyme auf: Aviculidae Goldfuss, 1820, Pedalionidae Stephenson, 1923 und Reniellidae Iredale, 1939.
Nach der molekularbiologischen Analyse von Tëmkin (2010) ist die Gattung Isognomon das Schwestertaxon eines kleinen Monophylums bestehend aus den Gattungen Vulsella, Electroma, Crenatula und Pinctada innerhalb der Klade Pteriidae. Letzteres Monophylum plus Isognomon ist wiederum das Schwestertaxon der Gattung Pteria. Die Gattung Crenatula kommt zwischen einige Arten der Gattung Electroma zu liegen, sodass entweder die Gattung Crenatula synonymisiert werden muss, oder die Gattung Electroma in zwei Gattungen zerteilt werden müsste.

## Nutzung
Einige Arten der Gattung Pinctada werden zur Perlenzucht verwendet, oder auch das Perlmutt wird genutzt.

## Belege